# موسيقى هولندا

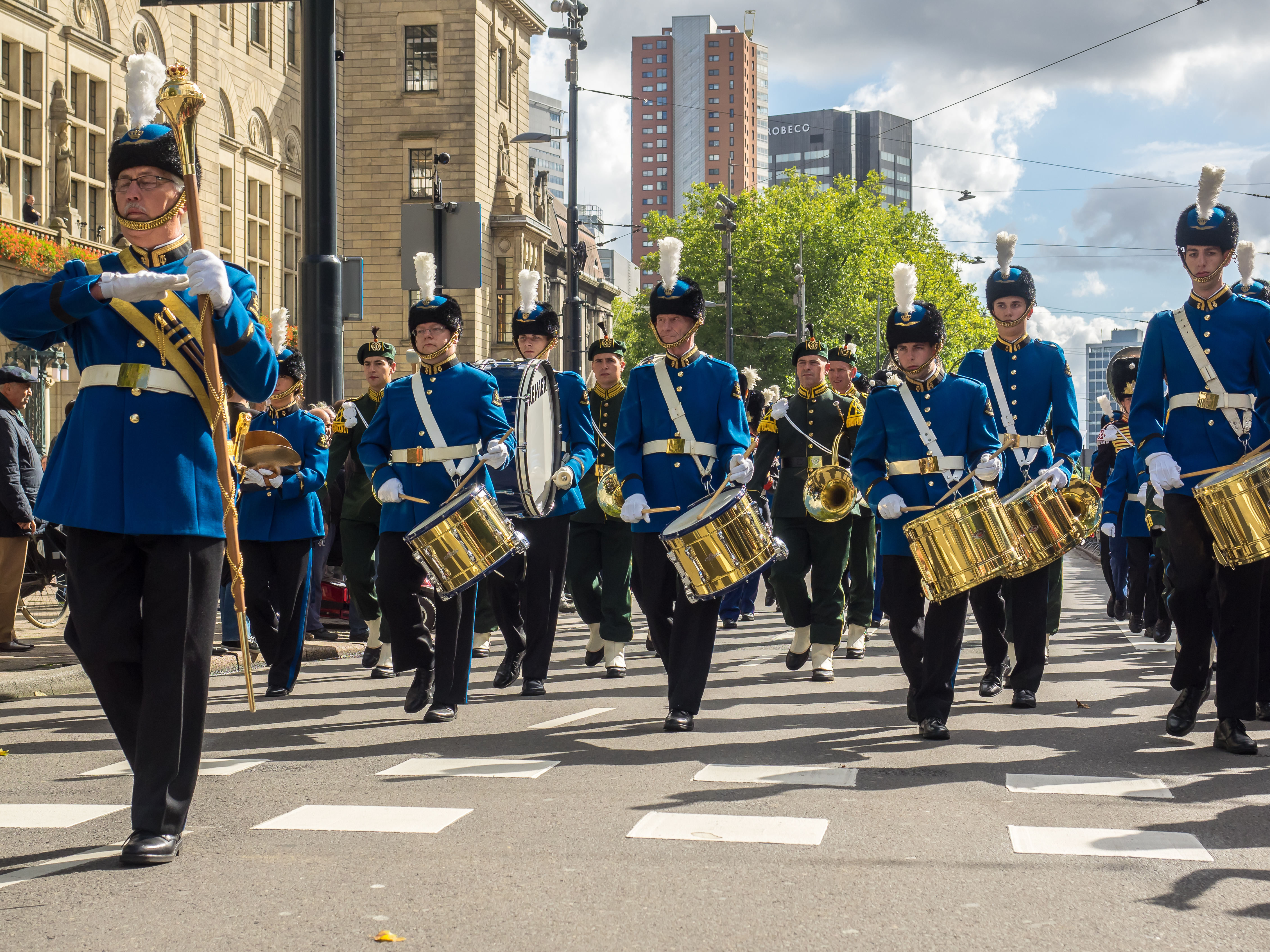
الوشم الوطني لبوق الصيد والطبل والبوق التاريخي 2015 - كولسينجل - روتردام

هولندا لديها تقاليد موسيقية متعددة. الموسيقى الشعبية المعاصرة الهولندي (Nederpop) تأثرت بشدة بأنماط الموسيقى التي ظهرت في خمسينات القرن العشرين في المملكة المتحدة والولايات المتحدة. وهذا النمط ياغنى به بالهولندية والإنجليزية. وقد حقق بعض نصراء هذا النمط مثل فرقة القرط الذهبي والأزرق الفاقع شهرة في جميع أنحاء العالم.